# Mirsad Baljić
Pour les articles homonymes, voir Baljić.
Mirsad Baljić (né le 4 mars 1962 à Sarajevo) est un footballeur international yougoslave d'origine bosnienne qui évoluait au poste de défenseur.
Actuellement, il réside et travaille en Suisse.

## Clubs
- 1980-1988 :  FK Željezničar
- 1988-1992 :  FC Sion
- 1992-1993 :  FC Zurich
- 1994 :  FC Lucerne

## Équipe nationale
- 29 sélections et 3 buts avec l'équipe de Yougoslavie
- Médaille de bronze aux Jeux olympiques de 1984 avec la Yougoslavie olympique
- Quart de finaliste de la Coupe du monde 1990 avec la Yougoslavie

## Palmarès
FC Sion
- Champion de Suisse en 1992
- Vainqueur de la Coupe de Suisse en 1991

## Entraîneur
- 2000-2001 :  FC Lens
- 2006-2010 :  FC Salquenen
- 2015- :   FC Chamoson